# Resolução 122 do Conselho de Segurança das Nações Unidas
Resolução 122 do Conselho de Segurança das Nações Unidas, foi aprovada em 24 de janeiro de 1957, e dizia respeito à disputa entre os governos da Índia e do Paquistão sobre os territórios de Jammu e Caxemira. Foi a primeira de três resoluções, em 1957 (junto com as resoluções 123 e 126) para lidar com a disputa entre os dois países. A resolução declara que a assembleia proposta pela Conferência Nacional de Jammu e Caxemira não podia constituir uma solução para o problema, tal como definido na Resolução 91 do Conselho de Segurança das Nações Unidas que tinha sido adotada quase seis anos antes.
Foi aprovada com 10 votos, a União Soviética absteve.